# Rosalia
För andra betydelser, se Rosalia (olika betydelser).
Rosalia, kallad La Santuzza (”Det lilla helgonet”), född cirka 1130 i Palermo, Sicilien, Italien, död 4 september 1166 i Palermo, var en italiensk jungfru och eremit. Hon vördas som helgon i Romersk-katolska kyrkan, med minnesdag den 4 september.

## Biografi
Rosalia var dotter till hertigen Sinibaldo. Fadern hade för avsikt att gifta bort sin dotter till en förnäm adelsman, men Rosalia vägrade då hon hade avlagt löfte om evig kyskhet.
Rosalia valde eremitlivet, först i en grotta i närheten av Bivona, och senare vid Monte Pellegrino, drygt fyra kilometer från Palermo. Det stränga eremitlivet tärde dock på Rosalia, som hade vuxit upp i ett palats, och hon avled vid cirka 36 års ålder.
År 1624 påträffades Rosalias kvarlevor vid Monte Pellegrino, och man överförde dem till Palermo, som just då hade drabbats av en svår pestepidemi. Enligt legenden upphörde epidemin i det ögonblick, då Rosalias kvarlevor bars in i procession i staden. Hon blev efter denna händelse stadens skyddshelgon.
I Palermo hålls Festino di Santa Rosalia varje år den 14 juli och fortsätter till nästa dag. Festligheterna är en stor social och religiös händelse i staden.

### Hängivenhet till Rosalia
Hängivenheten till Rosalia är utbredd bland det stora och huvudsakligen hinduiska tamilska samfundet av lankesiskt ursprung som bosatte sig i Palermo. Den 4 september hålls en tradition att gå barfota från Palermo upp till Santa Rosalias helgedom högt upp på berget Pellegrino för att hedra Rosalia. I italiensk-amerikanska samhällen i USA är julifesten i allmänhet tillägnad Vår Fru av berget Karmel medan septemberfesten, som börjar i augusti, gör att ett stort antal besökare årligen kommer till stadsdelen Bensonhurst i Brooklyn i New York.

### I biologin

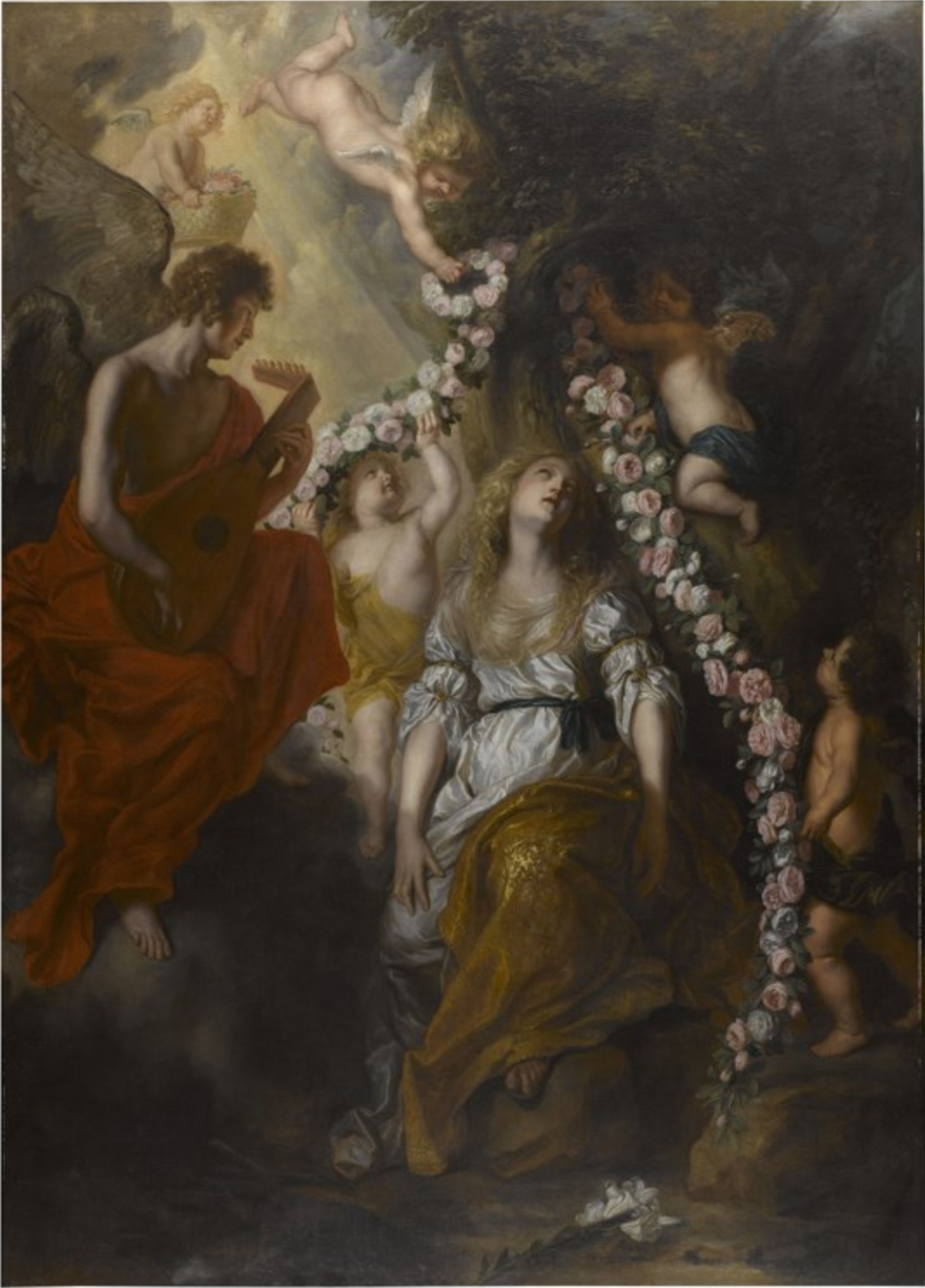
Saint Rosalia av Palermos hänryckning av Theodoor Boeyermans

Rosalia föreslogs som skyddshelgon för evolutionsbiologi i en artikel av G.E. Hutchinson. Detta berodde på ett besök som han gjorde i en en utvidgning av floden nedströms från grottan där Rosalias kvarlevor hittades, där han utvecklade idéer baserade på observationer av en roddare.

### I konsten
Rosalia var ett viktigt ämne i italiensk renässans- och barockkonst, särskilt i "sacre conversazioni" (gruppbilder av helgon som omger Jungfru Maria) av konstnärer som Riccardo Quartararo, Mario di Laurito, Vincenzo La Barbara och möjligen Antonello da Messina. Men det var den flamländske mästaren Anthonis van Dyck (1599–1637), som fastnade i Palermo under pesten 1624, som producerade flest målningar av henne. Hans skildringar – en ung kvinna med långt blont hår, klädd i en franciskanerkåpa och som sträckte sig ner mot staden Palermo i dess plåga – blev Rosalias standardikonografi från den tiden och framåt. Van Dycks serie av Rosalia-målningar har studerats av Gauvin Alexander Bailey och Xavier F. Salomon, som båda kurerade eller samkurerade utställningar som ägnas åt temat italiensk konst och pesten. I mars 2020 publicerade The New York Times en artikel om Metropolitan Museum of Arts målning av Rosalia av Van Dyck i samband med covid-19-pandemin.

### Webbkällor
- ”St. Rosalia”. Catholic Encyclopedia. New Advent. http://www.newadvent.org/cathen/13184a.htm. Läst 4 september 2017.
- ”Santa Rosalia, vergine, eremita di Palermo”. Santi e Beati. http://www.santiebeati.it/dettaglio/69050. Läst 4 september 2017.